# 新潟家庭裁判所
新潟家庭裁判所（にいがたかていさいばんしょ）は、新潟県新潟市にある日本の家庭裁判所の一つで、新潟県を管轄している。略称は、新潟家裁（にいがたかさい）。三条、新発田、長岡、高田、佐渡に支部を、村上、十日町、柏崎、南魚沼、糸魚川に出張所を置いている。
新潟家庭裁判所には新潟市中央区に置かれている本庁のほか、三条市、新発田市、長岡市、高田（上越市）、佐渡市の5市に支部（地方裁判所支部に併設）、村上市、十日町市、柏崎市、南魚沼市、糸魚川市の5市に出張所を設置している。

## 所在地
- 本庁：新潟県新潟市中央区川岸町1-54-1 北緯37度54分59.7秒 東経139度2分19.7秒 / 北緯37.916583度 東経139.038806度
JR越後線 白山駅下車徒歩10分
- 三条支部：新潟県三条市東三条2-2-2 北緯37度37分50.2秒 東経138度58分28.4秒 / 北緯37.630611度 東経138.974556度
JR信越線、弥彦線 東三条駅から徒歩3分
- 新発田支部：新潟県新発田市中央町4-3-27 北緯37度56分59.3秒 東経139度19分39.9秒 / 北緯37.949806度 東経139.327750度
JR羽越線、白新線 新発田駅から徒歩15分
- 長岡支部：新潟県長岡市三和3-9-28 北緯37度26分3.8秒 東経138度50分21.2秒 / 北緯37.434389度 東経138.839222度
上越新幹線、JR信越線、上越線 長岡駅 大手口10番線からバス乗車 市立劇場下車徒歩2分
- 高田支部：新潟県上越市大手町1-26 北緯37度6分34.5秒 東経138度14分44.9秒 / 北緯37.109583度 東経138.245806度
えちごトキめき鉄道 高田駅から徒歩10分
- 佐渡支部：新潟県佐渡市中原356-2 北緯38度0分13秒 東経138度19分9.1秒 / 北緯38.00361度 東経138.319194度
新潟交通佐渡 佐和田バスステーションから徒歩7分
- 村上出張所：新潟県村上市三之町8-16 北緯38度13分28秒 東経139度28分51.9秒 / 北緯38.22444度 東経139.481083度
JR羽越線 村上駅からまちなか循環バス「あべっ車」乗車 村上小学校前（小回り）または三之町（大回り）下車徒歩3分
- 十日町出張所：新潟県十日町市子442 北緯37度7分54.1秒 東経138度45分7.4秒 / 北緯37.131694度 東経138.752056度
JR飯山線、北越急行ほくほく線 十日町駅から徒歩10分
- 柏崎出張所：新潟県柏崎市諏訪町10-37 北緯37度22分26.3秒 東経138度33分37.7秒 / 北緯37.373972度 東経138.560472度
JR信越線、越後線 柏崎駅から徒歩20分
JR越後線 東柏崎駅から徒歩10分
- 南魚沼出張所：新潟県南魚沼市六日町1884-子 北緯37度3分41.4秒 東経138度52分41.5秒 / 北緯37.061500度 東経138.878194度
JR上越線、北越急行ほくほく線 六日町駅から徒歩15分
- 糸魚川出張所：新潟県糸魚川市寺町2-8-23 北緯37度2分44.5秒 東経137度51分55.8秒 / 北緯37.045694度 東経137.865500度
北陸新幹線、JR大糸線 糸魚川駅から徒歩5分

## 管轄区域
- 本庁
  - 新潟市、燕市、五泉市、西蒲原郡弥彦村、東蒲原郡阿賀町
- 三条支部
  - 三条市、加茂市、南蒲原郡田上町
- 新発田支部
  - 新発田市、阿賀野市、胎内市、北蒲原郡聖籠町
  - 村上出張所
    - 村上市、岩船郡関川村、粟島浦村
- 佐渡支部
  - 佐渡市
- 長岡支部
  - 長岡市、小千谷市、見附市、魚沼市、三島郡出雲崎町
  - 十日町出張所
    - 十日町市、中魚沼郡津南町

  - 柏崎出張所
    - 柏崎市、刈羽郡刈羽村

  - 南魚沼出張所
    - 南魚沼市、南魚沼郡湯沢町
- 高田支部
  - 上越市、妙高市
  - 糸魚川出張所
    - 糸魚川市

ただし、新発田・佐渡・三条の各支部の合議事件、三条支部の少年事件は本庁でそれぞれ取り扱う。十日町出張所は家事審判法で定める家庭に関する事件の審判及び調停のみ扱い、その他の事務は長岡支部で扱う。村上・南魚沼・糸魚川の各出張所は家事事件の受付および出張家事審判・出張家事調停のみ行い、その他の事務は村上出張所については新発田支部、南魚沼出張所については長岡支部、糸魚川出張所については高田支部でそれぞれ扱う。

## 歴代所長
- 三淵嘉子（1972年6月 - 未確認 ）[1] 女性として初の裁判所長
- 江見弘武（1998年5月 - 1999年8月 東京高等裁判所部総括判事）
- 田中壯太（2002年10月 - 2004年12月 大阪高等裁判所部総括判事）
- 石塚章夫（2004年12月 - 2007年3月 依願退官）
- 持本健司（2007年3月 - 2008年6月 依願退官）
- 山口博（2008年6月 - 2011年2月 定年退官）
- 髙野芳久（2011年2月 - 2013年5月 定年退官）
- 橋本昌純（2013年5月 - 2015年1月 依願退官）
- 原道子（2019年2月28日 - 2019年12月 東京高等裁判所判事）[2]
- 園原敏彦（2019年12月 - 2021年9月 定年退官）[3]
- 菊池則明（2021年9月 - 2024年5月 定年退官）[4]
- 内田博久（2024年5月 - ）[5]